# Édouard Naville
Henri Édouard Naville (Ginebra, 14/18 de junio de 1844 - 17 de octubre de 1926) fue un egiptólogo suizo; estudió en Suiza, Londres, París y Berlín y entre sus maestros tuvo al famoso egiptólogo Karl Richard Lepsius.
Durante la guerra francoprusiana sirvió como capitán del ejército suizo, y luego permaneció en Egipto hasta el comienzo de la Primera Guerra Mundial, cuando regresó a Suiza.  Murió en 1926 en Malagny, cerca de Ginebra.
Llegó a Egipto en 1865, y su primer trabajo fue copiar los textos religiosos del templo de Horus en Edfu, que publicó bajo el título Mito de Horus en 1870. Edouard Naville publicó la trascripción de numerosos documentos religiosos conservados en papiro o grabados en piedra: tras los textos sobre el mito de Horus, continuó con la letanía del Sol en 1875 y culminó con la publicación en 1886 del Libro de los Muertos, realizada en colaboración con otros tres académicos y bajo los auspicios de la Academia de Berlín, que había proporcionado los fondos necesarios.  
En 1882 fue invitado a participar en la excavación de la Egypt Exploration Fund, en Tell el Maskhuta, en el Delta del Nilo, intentando hallar pruebas de la estancia allí de los israelitas. 
En 1885 y 1886 exploró el uadi Tumilat y hasta 1889 el sitio de Bubastis; con el apoyo de Gaston Maspero (director de Antigüedades de El Cairo) desde 1903 hasta 1906, trabajó en las excavaciones de Deir el-Bahari, excavando en el templo de  Hatshepsut y descubriendo los templos de Mentuhotep II y de la diosa Hathor, este último reconstruido en el interior del Museo de El Cairo.  

## Publicaciones
- The Tomb of Hâtshopsîtû, con T.M. Davis y H. Carter, Theodore M. Davis'excavations, Bibân El Molûk, A.Constable, ondon, 1906.
- Das ägyptische totenbuch der XVIII bis XX, 1, Akademische Druck-u. Verlagsanstalt, Graz, 1971.